# Purkey
Purkey är en ö i republiken Island.   Den ligger i regionen Västlandet, i den västra delen av landet, 120 km norr om huvudstaden Reykjavík. Arean är 3,0 kvadratkilometer. Purkey används även som namn på den ögrupp där ön Purkey ligger.
Terrängen på Purkey är mycket platt. Öns högsta punkt är 27 meter över havet. Den sträcker sig 2,7 kilometer i nord-sydlig riktning, och 3,6 kilometer i öst-västlig riktning.
Inlandsklimat råder i trakten. Årsmedeltemperaturen i trakten är 0 °C. Den varmaste månaden är juli, då medeltemperaturen är 10 °C, och den kallaste är mars, med −4 °C.